# Alfred George Edwards

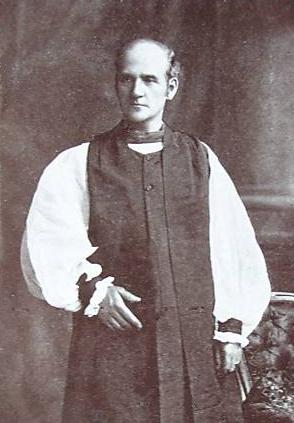
Alfred George Edwards, ca. 1910

Alfred George Edwards (* 2. November 1848 in Llanymawddwy, Gwynedd, Wales; † 22. Juli 1937) war anglikanischer Bischof von St Asaph und Primas der Church in Wales.

## Leben
Edwards wurde November 1848 als Sohn von William Edwards und dessen Frau Louisa geboren. Nachdem er das Welsh Educational Institution in Llandovery für ein Jahr besuchte und Privatunterricht erhielt, immatrikulierte Edwards Januar 1870 am Jesus College der University of Oxford. Im Jahr 1874 erhielt er seinen Honours degree. Seinen Master of Arts erhielt Edwards 1876. Seit 1875 war er Warden (Leiter) des Llandovery College.
Im Jahr 1874 wurde Edwards zum Diakon geweiht. Ein Jahr später erfolgte seine Priesterweihe. 1885 erfolgte seine Versetzung in das Pfarrhaus St. Peter in Carmarthen. Des Weiteren wurde er im selben Jahr Privatsekretär von William Basil Jones, dem Bischof von St. Davids. Im Februar 1889 wurde Edwards zum Bischof von St Asaph nominiert. Seine Bischofsweihe fand daraufhin am 25. März in der Westminster Abbey statt. Edwards war ein strikter Gegner der Trennung von der Church of England und der Selbständigkeit der Church in Wales. Als diese infolge des Welsh Church Act von 1914 dann 1920 zustande kam, wurde er am 1. Juni 1920 in der St Asaph Cathedral als erster Erzbischof von Wales inthronisiert und war damit Primas der nun für selbständig erklärten Church in Wales. Im Juni 1934 trat er von seinen Bischofsämtern zurück.
Edwards war seit 1875 mit Caroline Edwards († 1884) verheiratet. Aus dieser Ehe gingen zwei Söhne und drei Töchter hervor. Im Jahr 1886 heiratete er erneut, diesmal Mary Laidley († 1912), und wurde Vater von zwei weiteren Kindern, einem Sohn und einer Tochter. 1917 ging Edwards schließlich mit Margaret Armistead († nach 1937) seine dritte Ehe ein. Edwards starb am 22. Juli 1937 und wurde in St Asaph, Denbighshire beigesetzt.

## Ehrungen
Edwards erhielt mehrere Ehrendoktorgrade:
- Doctor of Laws (LL.D.) der University of Wales
- Doctor of Civil Law (D.C.L.) der University of Oxford
- Doctor of Laws (LL.D.) der University of Cambridge

Im Jahr 1920 wurde Honorary Fellow des Jesus College.

## Werke
- Landmarks in the History of the Welsh Church (1912)
- Memories (1927)